# 源通資
源 通資（みなもと の みちすけ）は、平安時代末期から鎌倉時代初期にかけての公卿。村上源氏久我流、内大臣・源雅通の二男。官位は正二位・権大納言、淳和奨学両院別当。

## 経歴
以下、『公卿補任』と『尊卑分脈』の内容に従って記述する。
- 保元3年（1158年）4月6日、叙爵[2]。
- 長寛3年（1165年）5月9日、侍従[3]。
- 永万元年（1165年）12月30日、昇殿。
- 永万2年（1166年）1月12日、従五位上。
- 仁安3年（1168年）8月4日、正五位下[4]。
- 仁安4年（1169年）1月11日、阿波権介を兼ねる。
- 嘉応元年（1169年）4月16日、左少将。
- 嘉応2年（1170年）11月9日、従四位下[5]。
- 嘉応3年（1171年）1月18日、丹波権介を兼ねる。
- 承安2年（1172年）1月23日、従四位上。
- 承安5年（1175年）1月23日、美作介を兼ねる。同年4月27日、父・雅通の喪が明けて復任。
- 治承2年（1178年）1月5日、正四位下。
- 養和元年（1181年）11月28日、左中将に転任。
- 養和2年（1182年）3月8日、加賀権介を兼ねる。
- 寿永2年（1183年）12月10日、蔵人頭。
- 元暦元年（1184年）10月、禁色。
- 文治元年（1185年）6月10日、参議。左中将は元の如し。
- 文治2年（1186年）2月30日、周防権守を兼ねる。
- 文治3年（1187年）1月23日、従三位。
- 建久元年（1190年）7月17日、権中納言。同年12月14日、正三位。
- 建久4年（1193年）11月21日、勅授帯剣を許される。
- 建久6年（1195年）4月7日、従二位[6]。
- 建久8年（1197年）12月15日、左衛門督を兼ね、検非違使別当。
- 建久9年（1198年）9月12日、大嘗会の御禊次第司御前長官。
- 正治元年（1199年）6月22日、権大納言。
- 正治2年（1200年）1月5日、正二位[7]。
- 建仁2年（1202年）10月26日、淳和奨学両院別当[8]。
- 元久2年（1205年）7月8日、薨去。

## 任内大臣の有無
元久2年（1205年）、藤原隆忠が右大臣に転任したあと内大臣は不在となっていた。そこで同年6月17日に通資は内大臣に任ぜられるよう願い出たという。この時、後鳥羽院は病を治してから願い出るよう伝えたのである。しかし、それを任大臣の勅許を得たと通資は判断して世間に公表したということであった。同月19日には八条院が通資を内大臣に任じるよう後鳥羽院に迫ったが、後鳥羽院は先ず病を治すよう主張して任内大臣を勅許しなかったという。
結局、内大臣に任ぜられることなく通資は同年7月8日に薨去してしまったのだが、家人や雑人は「内大臣殿」と称していたという。そして同月10日、通資の遺族は亡き通資を久世荘に葬送したのである。

## 系譜
- 父：源雅通
- 母：美福門院女房 - 藤原行兼または藤原長信の娘
- 妻：藤原長輔の娘
  - 男子：源雅親（1180-1250）
  - 男子：源雅清（1182-1230）
- 妻：源俊光の娘
- 生母不明の子女
  - 男子：源守通 - 左中将
  - 男子：唐橋通時 - 右中将
  - 男子：勝海
  - 男子：道禅
  - 男子：道順
  - 女子：惟明親王妃